# Nycerella
Nycerella là một chi nhện trong họ Salticidae.